# Зимарі (село)
Зимарі́ (рос. Зимари) — село у складі Калманського району Алтайського краю, Росія. Адміністративний центр Зимарівської сільської ради.

## Населення
Населення — 778 осіб (2010; 753 у 2002).
Національний склад (станом на 2002 рік):
- росіяни — 90 %